# 7 Dywizjon Artylerii Rakietowej

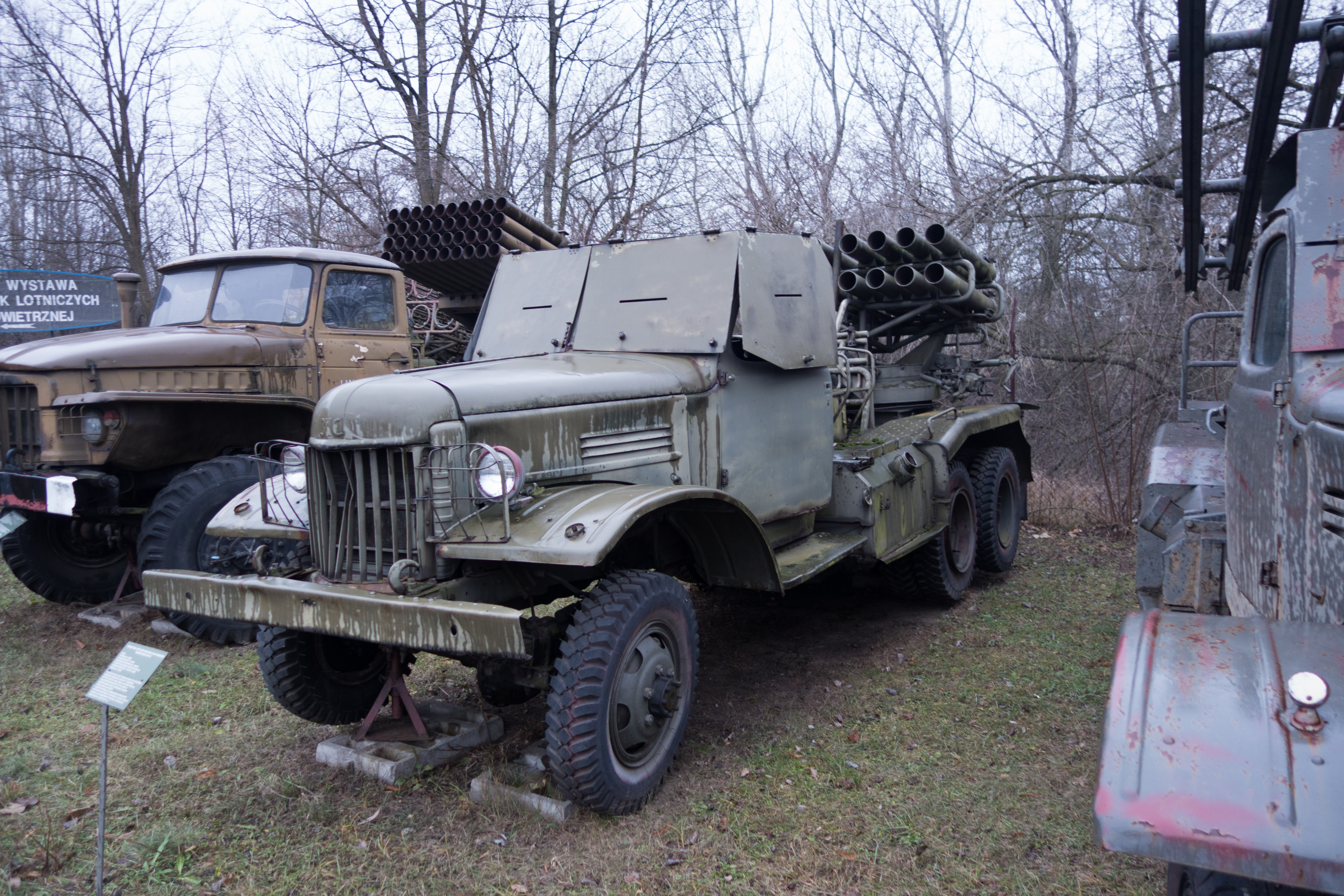
Wyrzutnia BM-14

7 dywizjon artylerii rakietowejj (7 dar) – samodzielny pododdział artylerii rakietowej Wojska Polskiego.
Dywizjon sformowany został w garnizonie Choszczno, w styczniu 1957, na bazie 36 pułku artylerii lekkiej. Żołnierzy i infrastrukturę dywizjon przejął po rozwiązywanym 159 pułku artylerii ciężkiej. Na początku 1960 roku dywizjon otrzymał wyrzutnie BM-14-17. W lipcu 1962 roku jednostkę podporządkowano 20 Dywizji Pancernej i przeniesiona do garnizonu Budowo. W 1964 roku dywizjon został uzbrojony w taktyczny zestaw rakietowy 2K6 Łuna i przeformowany został w 7 dywizjon rakiet taktycznych.

## Dowódcy dywizjonu
- mjr Lech Karpiński od 5.04.1957
- mjr Ryszard Gałecki od 10.1960
- mjr Jan Gajda od 11.1961
- mjr dypl. Wiesław Kucharczyk od 11.1961